# مجلة علم النفس التنموي التطبيقي
مجلة علم النفس التنموي التطبيقي (بالإنجليزية: Journal of Applied Developmental Psychology)‏ تقدّم منصة لعرض الدراسات المفاهيمية والمنهجية والسياسية والبحثية التي تشتمل على تطبيق بحوث العلوم السلوكية في علم النفس التنموي وفي تطوّر الإنسان. تنشر المجلة أوراقاً بحثية من منظور متعدد التخصصات تركز على مجموعة واسعة من القضايا الاجتماعية التي تتراوح من الحمل حتى الشيخوخة.

## روابط خارجية
- مجلة علم النفس التنموي التطبيقي